# Quimera (periodico)
Quimera è una rivista spagnola di analisi letteraria, fondata nel 1980, di cadenza mensile.
Nel 2003 è stata fra le prime riviste spagnolo ad aprire una sezione fissa relativa alla flash fiction, curata da Neus Rotger. Al tema delle microstorie aveva già dedicato alcuni numeri nell'anno precedente
Il numero 322 (settembre 2010) è noto per esser stato un'intera falsificazione nel quale lo scrittore Vicente Luis Mora ha pubblicato vari articoli sotto ventidue diversi pseudonimi